# Isopaches decolorans
Isopaches decolorans är en bladmossart som först beskrevs av Karl Gustav Limpricht, och fick sitt nu gällande namn av Hans Robert Viktor Buch. Isopaches decolorans ingår i släktet Isopaches och familjen Anastrophyllaceae. Inga underarter finns listade i Catalogue of Life.